# Mamba (pistolet)
Pour les articles homonymes, voir Mab.
Le Mamba est un pistolet semi-automatique conçu en Rhodésie et produit en Afrique du Sud et aux États-Unis par Navy Arms.

## Historique
Le Mamba est conçu vers 1977 en Rhodésie. Il est repris après la chute de l’État rhodésien par l’Afrique du Sud, qui est confrontée au même problème que l’ancienne Rhodésie quelques années plus tôt, à savoir l’embargo de l’ONU sur l’importation d’armes alors que le pays ne produit pas de pistolet et est donc entièrement dépendant des importations dans ce secteur. Néanmoins, l’Afrique du Sud parvient assez bien à contourner l’embargo en ce qui concerne les pistolets, ce qui réduit le besoin, et donc les commandes, du Mamba.
L’arme parvient toutefois à percer sur le marché civil aux États-Unis. Le Mamba est d’abord importée et commercialisée aux États-Unis par Navy Arms, avant que celle-ci obtienne une licence pour permettant de le produire directement sur place.

## Description
Le Mamba est un pistolet semi-automatique double action. Il a la particularité d’être entièrement construit en acier inoxydable, ce qui en fait une arme robuste et particulièrement résistante à la corrosion, mais se traduit par une masse un peu plus élevée, 1 190 g à vide, que d’ordinaire pour ce type d’arme. Il semblerait d’ailleurs qu’il s’agisse du premier pistolet semi-automatique construit de la sorte. Outre sa robustesse, le Mamba est également assez précis et permet de grouper les tirs dans un cercle de cinq centimètres à vingt mètres.
Le mécanisme de la culasse est une variante de celui utilisé habituellement par Browning, dont il se distingue toutefois par la présence d’un connecteur verrouillant ensemble la culasse et la glissière lors du tir. La platine est de type double action, mais peut également fonctionner en simple action. Il était en outre prévu à l’origine de permettre le tir en rafale de deux ou trois coups, mais cette fonctionnalité a été rapidement abandonnée. L’arme est chambrée en 9 × 19 mm Parabellum, avec des chargeurs de quinze cartouches. Bien que parfois évoquée, la version chambrée en .45 ACP n’a jamais vu le jour.